# Теория и история
„Теория и история: Интерпретация на социалната и икономическа еволюция“ (на английски: Theory and History: An Interpretation of Social and Economic Evolution) е книга на австрийско-американския философ Лудвиг фон Мизес, издадена през 1957 г.
Тя доразвива възгледите на Мизес за философията на социалните науки, заложени в по-ранни текстове, като „Човешкото действие“, критикувайки епистемологичните и методологични недостатъци на различни алтернативни подходи, като детерминизма, материализма, диалектическия материализъм, историцизма, сциентизма, позитивизма, бихевиоризма и психологията.
Икономистът Мъри Ротбард смята, че „Теория и история“ е най-недооценената творба на Мизес.